# Some Velvet Morning
«Some Velvet Morning» — песня, написанная Ли Хезлвудом и первоначально записанная им и Нэнси Синатрой в конце 1967 года. Впервые она появилась на альбоме Синатры Movin' with Nancy, саундтреке к её одноименному телевизионному спецвыпуску 1967 года, в котором также прозвучала эта песня. Впоследствии она была выпущена в качестве сингла, а затем появилась на альбоме 1968 года Nancy & Lee.

## Сеанс записи

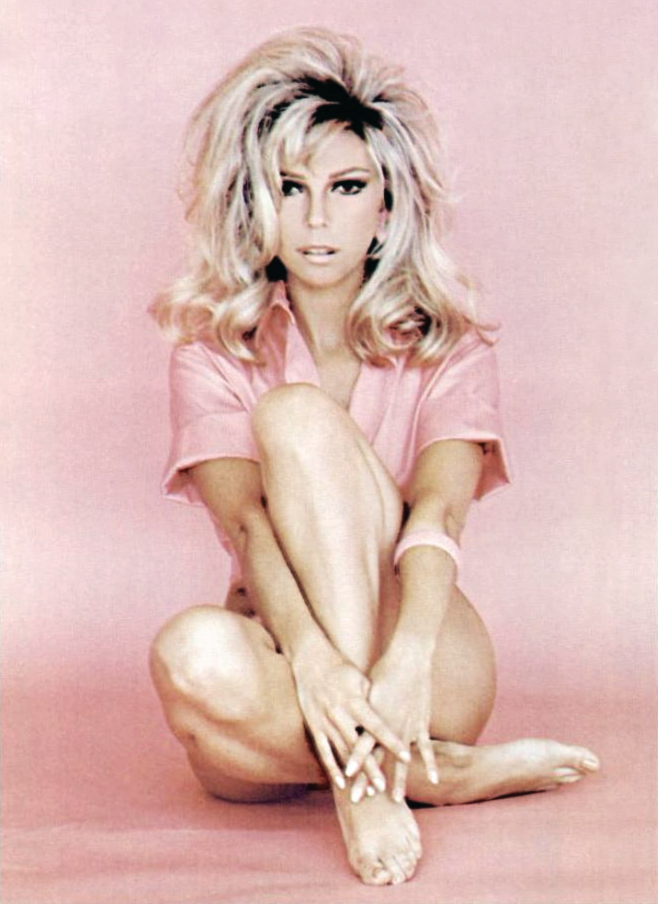
Нэнси Синатра после макияжа, рекомендованного Хезлвудом

Певческая карьера Нэнси Синатры получила развитие в 1967 году с помощью автора песен/продюсера/аранжировщика Ли Хезлвуда, который уже десять лет делал записи, в частности, с Дуэйном Эдди. Сотрудничество Хезлвуда с Синатрой началось, когда её отец Фрэнк Синатра попросил Ли помочь в развитии карьеры его дочери.
Осенью 1967 года Нэнси Синатра присоединилась к Хезлвуду в студии Capitol в Лос-Анджелесе для трёхчасовой сессии. Запись была спродюсирована Хезлвудом и аранжирована Билли Стрэйнджем. Согласно одной из рецензий, дублирование не использовалось. Вместо этого дуэт «записал всю песню вживую с группой, полным оркестром, Ли Хезлвудом и Нэнси Синатрой, поющими одновременно».

## Интерпретация текста
Рецензенты предлагали самые разные интерпретации текста песни. Один британский журналист сказал, что «загадка его лирики и потусторонняя красота звучания предлагают, казалось бы, бесконечные интерпретации.»
Объяснение Хезлвуда было менее определённым, чем у некоторых других, сказав: «Это не должно означать так много. Я не наркоман, так что это никогда не было связано с этим». Он также подтвердил, что его вдохновила греческая мифология: «Я подумал, что они намного лучше, чем все эти сказки, пришедшие из Германии, в которых были убийства и поножовщина. О Федре было всего около семи строк. У неё была печальная середина, печальный конец, и к 17 годам её не стало. Она была грустной бабой, самой грустной из всех греческих богинь. Так что благословите её сердце, она заслуживает некоторой известности, так что я включу её в песню.»
В 2003 году лондонская газета The Daily Telegraph назвала песню «Одной из самых странных, самых наркотических, самых мрачных сексуальных песен, когда-либо написанных — амбициозная, прекрасная и незабываемая.» Как и во многих психоделических песнях, её общий смысл несколько неясен. Лирика состоит из мужской части, описывающей таинственную, могущественную женщину по имени Федра, которая «дала ему жизнь… и… заставила её закончиться». Мужская часть чередуется с женской, которая называет себя Федрой и говорит под неземную, мерцающую музыку о прекрасных природных образах и о секретах, хранимых неизвестным коллективным «мы». Ритм меняется с 4/4 для мужской части на 3/4 для женской.

## Позиция в чартах
Хотя песня «Some Velvet Morning» относится к числу наиболее известных дуэтов, записанных Хезлвудом и Синатрой, она считается отходом от их обычного творчества, поскольку в ней заметно меньше влияния музыки кантри-энд-вестерна. В январе 1968 года сингл достиг максимума на 26 позиции в Billboard Hot 100.

## Наследие
- В ноябре 2003 года музыкальные критики, работающие в британской газете The Daily Telegraph, поставили сингл на первое место в списке «50 лучших дуэтов»[6]. По словам Натана Рэбина[англ.]: «Эти две странно дополняющие друг друга стороны личности Хезлвуда объединяются в 'Some Velvet Morning', выдающемся треке с альбома Nancy & Lee. В этом треке Хезлвуд и Синатра звучат так, будто они не живут в одной вселенной, не говоря уже об одной песне. Хезлвуд поёт на гитаре в стиле спагетти-вестерн о греческой мифологии и „каком-то бархатном утре, когда я буду честен“, а Синатра в обкуренной дымке на фоне баблгамной психоделии воркует о цветах и нарциссах. „Some Velvet Morning“ звучит как две песни, склеенные вместе сумасшедшим или авангардным короткометражным фильмом в форме песни.»[7]
- В августе 2006 года музыкальный критик Роб Митчум поместил песню на 49 место в списке 200 величайших песен 1960-х годов, составленном Pitchfork, сказав: «Даже после тысяч прослушиваний я всё ещё не знаю, что делать с этой странной, жуткой песней. Певец аутло-кантри тонет в бассейне реверберации, его постоянно прерывают ошеломленные интерлюдии хиппи и его преследует оркестр из грозовых туч.»[8]
- В декабре 2015 года Rolling Stone поставил песню на 9 место в ретроспективе «20 величайших дуэтов всех времён»[9].
- В 2017 году британская газета Financial Times вспоминала об этой записи как о «отчасти суровом кантри, отчасти фейковом фолке, облаченном в психоделию призрачной оркестровки Билли Стрэйнджа, которая будет звучать эхом на протяжении многих лет». В статье также упоминалось, что Хезлвуд, незадолго до своей смерти, записал песню ещё раз: «На своём альбоме 2005 года Cake or Death он исполнил её дуэтом со своей внучкой… Её зовут Федра.»[2]

## Избранные кавер-версии
Песня была перепета много раз, как правило дуэтами. Среди других записей:
- 1968 Габор Сабо — гитарный инструментал на Bacchanal
- 1969 Vanilla Fudge на Near the Beginning[англ.]
- 1982 Лидия Ланч и Роланд С. Говард, 12"-дюймовый сингл, позже вошедший в Honeymoon in Red[англ.]
- 1986 Peter Zaremba's Love Delegation[англ.] на Spread the Word
- 1988 Реми Фортис[англ.] и Берри Сахарофф[англ.] на Tales from the Box (исполняется с переводом на иврит, написанным их коллегой по группе Minimal Compact[англ.] Сэми Бирнбахом)
- 1990 Eedie and Eddie (Питер Лэнгстон) в Computing Systems (Volume 3, Number 2)
- 1993 Starpower — 12"-дюймовый сингл на Visionary records
- 1993 Slowdive на американском релизе Souvlaki[англ.]
- 1994 Lost & Profound[англ.] на Memory Thief
- 1995 Thin White Rope[англ.] на Spoor[англ.]. В этой версии нет певицы, так как женская вокальная партия исполняется на гитаре.
- 1996 Джо Христ и Памела Пуэнте на Hail Satan Dude: Music from My Goddamn Movies and More!!!
- 2001 My Dying Bride на Peaceville X и Meisterwerk 2[англ.]
- 2002 Primal Scream и Кейт Мосс on Evil Heat; другая версия была выпущена в качестве сингла в 2003 году и включена в сборник Primal Scream Dirty Hits
- 2002 The Webb Brothers[англ.] при участии Лоры Каттер на трибьют-альбоме Ли Хезлвуду Total Lee!
- 2002 Entombed на сборнике Sons of Satan Praise the Lord
- 2004 Firewater на Songs We Should Have Written
- 2007 Ли Хезлвуд и Федра Доун Стюарт (его внучка) на Cake or Death[англ.]
- 2008 Polar[англ.] и Loane[англ.] на 68 Covers и в качестве бонус-трека на French Songs[англ.] (2009)
- 2009 Энни Селси и Нельсон Брэгг[англ.] на Tangle-Free World
- 2010 Инга Лильестрем[англ.] и Питер Фентон (Crow) на Sprawling Fawns[англ.] и на EP Thistle (Groovescooter Records)
- 2013 Гленн Данциг и Шери Кэрри, опубликовано на danzig-verotik.com в 2013 году[10]
- 2014 Элисон Голдфрапп и Джон Грант на концерте Goldfrapp в Royal Albert Hall